# Gösta Schwarck
Gösta Ernst Poul Schwarck (* 14. September 1915 in Ahlbeck; † 11. März 2012) war ein dänischer Komponist und Unternehmer. Er wurde vor allem für seine Aktivitäten als Impresario bekannt, für die er schließlich den Titel Doktor der Musik honoris causa erhielt.
Gösta Schwarck wurde in einer Künstlerfamilie von dänischer und deutscher Abstammung geboren. Sein Vater war der Dirigent Ernst Paul Schwarck und seine Mutter die Opernsängerin Marguerite Brian-Schwarck.
Er war seit den frühen 1930er-Jahren musikalisch aktiv, zunächst als Komponist und später als Vertriebsleiter von Kosmetik-Unternehmen sowie tournierender Chorleiter. Bereits in jungen Jahren machte sich Gösta Schwarck mit einer eigenen Vertriebsorganisation (in Dänisch: Salgsorganisationen Gösta Schwarck) selbständig. Seit den frühen 1950er-Jahren und über den gesamten Verlauf dieses Jahrzehnts organisierte er die ersten nationalen Schönheitswettbewerbe Dänemarks und hatte die offizielle nationale Vertretung der Miss Dänemark, der Miss World und der Miss Europa inne. Ab 1957 war er auch international tätiger Impresario für klassische Musikveranstaltungen mit seiner Firma International Concert Management, die später als Dr. Gösta Schwarck International Ltd. bekannt wurde.

## Frühe Jahre
In den ersten Jahren seines Berufslebens verfolgte Gösta Schwarck eine Doppel-Karriere als Komponist und Vertriebsleiter für ein Parfüm-Unternehmen. Er veröffentlichte Schallplatten und Partituren in Zusammenarbeit mit Sven Rye, Gull-Maj Norin, Greta Keller und anderen.

## 1946–1947 Wehrdienst
Im Verlaufe seiner Ableistung der dänischen Wehrpflicht in der Folge des Zweiten Weltkriegs gründete Gösta Schwarck einen Soldatenchor, mit dem er in Dänemark und im Ausland auf Tournee ging. Neben Aufnahmen für den staatlichen dänischen Radiosender (Statsradiofonien) entstanden in dieser Zeit auch eine ganze Reihe eigener musikalischer Veröffentlichungen. Der dänische König Frederik IX drückte Gösta Schwarck persönlich seine Dankbarkeit für dessen großes Engagement aus, das maßgeblich zur Wiederherstellung der dänischen Moral im Nachkriegs-Europa beigetragen habe.
In vielen Konzerten Gösta Schwarcks in jener Zeit, trat damals Ib Schønberg sowie Bent Fabricius Bjerre als noch junger Teenager, zusammen mit seinem neu gegründeten Orchester auf. Gösta Schwarck sagte später selbst oft, dass in den Jahren seiner Zeit als Soldat wie auch der Lernphase als junger Komponist und Chorleiter der Samen für seine spätere Arbeit als Impresario gelegt wurde.

## 1947–1998 Die Gösta Schwarck Vertriebsorganisation
Ab 1946 machte er sich selbständig und baute in Kopenhagen eine nationale Vertriebsorganisation (Salgsorganisationen Gösta Schwarck) mit Sitz in der Adelgade 18 und später der Vesterbrogade 27 auf. Unter dem Motto „Ein neuer Artikel jede Woche“ war dieses dänische Start-up einer der ersten Anbieter von Kosmetika, Gesundheitsartikeln, Kleidung, Innovationen und Importen aller Art im Land zwischen Nord- und Ostsee. Das Sortiment enthielte u. a. Den unsichtbaren Kamm, die Grand Massette und den ersten Bikini Dänemarks, der von seiner Schwester, die Künstlerin Christel, gestaltet war. Die Wahl zur ersten Miss Dänemark, Festumzüge und zahlreiche Kleinkunstveranstaltungen, die von Gösta Schwarck in dieser Zeit organisiert wurden, waren nicht zuletzt auch Plattform für den Vertrieb der Produkte seiner Firma.

## 1954–1960 Schönheitswettbewerbe
Bei einem Business-Lunch am Dyrehavsbakken im Sommer 1954 lernte Gösta Schwarck zufällig Albert V. Unruh, einen Theaterregisseur und Besitzer eines Schauspielhauses kennen, das unter einem stark rückläufigen Umsatz litt. Dank der Hilfe von Gösta Schwarck bei Marketing, Vertrieb und Werbung und mit dessen unerschöpflichem Ideenreichtum (und Organisationstalent) standen schon wenige Tage später lange Besucherschlangen vor dem Theater, das so vor dem drohenden Konkurs gerettet wurde.
In der zweiten Hälfte der 1950er-Jahre organisierte Gösta Schwarck auch nationale Schönheitswettbewerbe. Seine Vertriebsorganisation war mit Sitz auf Vesterbrogade 27 in Kopenhagen der dänische Vertreter für die Wahlen zur Miss Europe, zur Miss World und zur Miss Universe. Bei den Miss Dänemark und daher dänischen Vorausscheidungen zur Miss Universe, Miss Europa und Miss World im Jahr 1958 nahm MGM Schauspieler Errol Flynn eine Einladung Gösta Schwarcks an und kam aus den USA nach Kopenhagen, um sich an der Jury zu beteiligen. Dabei entdeckte er das musikalische Talent von Gösta Schwarck und stellte den Kontakt zu seinem eigenen Agenten her. Nach Aufzeichnungen von Gösta Schwarck wurden ihm Karrieremöglichkeiten in Hollywood eröffnet, die er jedoch hier noch ausgeschlagen hat.

## 1957–2010 Konzertagentur
Nach einem schweren Autounfall in Hamburg konzentrierte Gösta Schwarck sich auf die klassische Musik. Unter dem Namen Gösta Schwarck International wurde eine Konzertagentur gegründet, und die Gewinne aus seiner Kosmetikfirma flossen direkt in die Agentur, um einem kleinen Land wie Dänemark die größten klassischen Musiker der damaligen Zeit präsentieren zu können. Alexander Borovsky, Nikita Magaloff, Shura Cherkassky, Yury Boukoff, Walter Klien, Jakob Gimpel, Swjatoslaw Richter, Adam Harasiewicz, Grigory Sokolov und andere saßen an den Flügel der dänischen Konzertsäle, und Victor Schiøler schrieb einen langen, offenen Brief, in dem er die Aktionen von Gösta Schwarck lobte mit den einleitenden Worten „Die dänische Musikszene hat dir viel zu verdanken.“
Im Alter von 40 Jahren vervollständigte Gösta Schwarck seine Fähigkeiten am Klavier mit einer Ausbildung am Königlichen Konservatorium von Dänemark und schloss sein Studium als Konzertpianist unter der Leitung von Prof. Herman D. Koppel ab. Seine musikalischen Studien verliefen zeitgleich mit der Führung seines Kosmetik-Unternehmens, der neu gegründeten Konzertagentur und dem Aufbau einer wachsenden Familie.
In den Folgejahren öffnete sich Gösta Schwarck neben der Klavier-Kunst auch anderen Kunstformen und organisierte Tourneen für die Wiener Sängerknaben, das Vlach- und das Janáček-Quartett, Carlo Zecchi, Kyung-Wha Chung, Anne-Sophie Mutter, Alexander Lazarev und viele andere. Ihm ist es zu verdanken, dass große Stimmen wie Boris Christow, Christa Ludwig, Mirella Freni, Teresa Berganza, Gena Dimitrova auch in Dänemark zu hören waren. Im Jahr 1975 heiratete er die junge bulgarische Pianistin Assia Zlatkowa.
Mitte der 1980er-Jahre war Gösta Schwarck der erste Veranstalter in Dänemark, der Auftritte der sowjetischen Bolschoi-Oper in Dänemark organisierte.
Im gleichen Jahr machte er auch öffentlich bekannt, dass er die Oper Aida von Verdi mit 264 Teilnehmern an der Königlich Dänischen Nationaloper in Kopenhagen inszenieren werde.
Im Jahr 1988 war er der erste in Dänemark und in ganz Skandinavien, der ein Konzert von Luciano Pavarotti mit dem Orchester der Königlich Dänischen Nationaloper in der dänischen Hauptstadt Kopenhagen organisierte. Nachdem er erfahren hatte, dass es Probleme mit der Finanzierung geben würde, verpfändete er sein eigenes Haus und setzte sein gesamtes Vermögen aufs Spiel, um die Veranstaltung durchführen zu können.
Erst nachdem er mit seinem Beispiel eindrucksvoll bewiesen hatte, dass solche spektakulären klassischen Musikeventsauch in Dänemark möglich waren, traten das nationale Radio Dänemarks und andere große Konzertveranstalter Jahre später mit ähnlichen Veranstaltungen in seine Fußstapfen.
Gösta Schwarck war für die Organisation tausender einzigartiger kultureller Veranstaltungen in Dänemark, Europa und sogar weltweit verantwortlich. Dieses erreichte er parallel zur Leitung seines Unternehmens „Salgsorganisationen Gösta Schwarck“, des späteren Versandhauses „Euro Pharma ApS“, welche beide die Finanzierung seiner kulturellen Veranstaltungen erst ermöglicht haben.
Während der ersten 20–30 Jahre seines Wirkens als Konzertveranstalter stellte er seine persönlichen finanziellen Bedürfnisse zurück und investierte sein eigenes Geld nahezu vollständig in die Musik, nur durch den Wunsch getrieben, seinen dänischen Mitbürgern nie zuvor gesehene und einzigartige Musikerlebnisse präsentieren zu können.

## Internationale Auszeichnungen
Im Laufe der Jahre wurde Gösta Schwarck für seine Verdienste um die Musik in Deutschland, Frankreich, den USA, der Sowjetunion und Russland, der Tschechischen Republik, Bulgarien, Israel und Ungarn mit Orden, Medaillen und staatlichen Ehrentiteln ausgezeichnet. Im Jahre 1977 wurde ihm der Ehrendoktor in Musikwissenschaften des Chicago Conservatory verliehen. Die größte Ehre wurde ihm im Jahr 2008 zuteil, als er den Orden der Heiligen Kyrill und Methodius – die höchste Auszeichnung, die in Anerkennung der besonderen Anstrengungen in Kunst und Wissenschaft vergeben werden kann – aus der Hand des bulgarischen Präsidenten Georgi Parvanov.
Trotz seiner Verdienste um seine Heimat Dänemark wurden ihm dort nie ähnliche Ehrungen gewährt.

## Kompositionen
- Elegie (1971)
- Golden Rhapsody (1955)
- Kleine Perle (1950)
- Wir sind Dänemark, wir sind Soldaten (1946)
- Ein einziger Kuss (1942)
- Ein Duft von Frühling (1938)
- Auf Wiedersehen (1937)
- Ohne Worte (1936)
- Melodie des Lebens (1936)